# Darío Conca
Pour les articles homonymes, voir Conca (homonymie).
Darío Leonardo Conca, plus connu sous le nom de Darío Conca, est un ancien footballeur argentin né le 11 mai 1983 à General Pacheco. Il évoluait au poste de milieu de terrain. 
En 2010, alors au Fluminense FC, il gagne le Bola de Ouro du meilleur joueur du championnat brésilien.

## Biographie
Le milieu de terrain de poche qui rejoint Fluminense en 2008, pour un prêt d’une saison avant d’y être définitivement transféré, est formé à River Plate, et évolue en Argentine et au Chili avant de rejoindre le Brésil. 
En juin 2011, il signe un contrat de trois ans et demi au Guangzhou Evergrande pour une somme évalué à 10 millions de dollars (soit 7 millions d'euros), un record pour le championnat chinois. Il y perçoit un salaire annuel de 10,6 M€ soit l'un des 10 plus gros salaires pour un joueur de football à cette époque. Il ne compte pourtant aucune sélection en équipe d'Argentine.
En décembre 2013, dans son classement annuel des meilleurs joueurs du monde, The Gardian le positionne à la 78e place éclipsant ainsi bon nombre de milieux de son pays.

## Palmarès

### Club
Universidad Católica
- Champion du Chili en 2005 (Clausura)

 Fluminense FC
- Champion du Brésil en 2010

 Guangzhou Evergrande
- Champion de Chine en 2011, 2012 et 2013
- Vainqueur de la Coupe de Chine en 2012.
- Vainqueur de la Supercoupe de Chine en 2012.
- Vainqueur de la Ligue des Champions Asiatique 2013.

### Distinctions individuelles
- « Ballon d'or brésilien » en 2010